# Billy Hamill
Billy Hamill, född 1970, är en amerikansk speedwayförare.
Han var individuellt världsmästare 1996. Hamill var i många år bosatt i Eskilstuna och åkte för Smederna mellan 1991 och 2006.